# Sara Chafak
Sara Chafak (Helsinki, 25 ottobre 1990) è una modella finlandese.
È stata incoronata Miss Suomi 2012, ed è stata delegata come rappresentante ufficiale della Finlandia per il concorso Miss Universo 2012.

## Biografia
Nata da padre marocchino e madre finlandese e studentessa di economia presso la Estonian Business School, Sara Chafak è stata incoronata nel 2011 al primo round di Miss Suomi 2012 (Miss Finlandia 2012).
Nel 2012 viene incoronata Miss Suomi 2012 dalla detentrice del titolo uscente Pia Pakarinen (Miss Finlandia 2011) presso il castello Vanajanlinna che si trova nella città di Hämeenlinna nel sud della Finlandia, il 29 gennaio 2012.
Chafak ha partecipato inoltre alla sessantunesima edizione del concorso di bellezza internazionale Miss Universo.
Nell'autunno del 2013 Chafak partecipò nella versione finlandese di Dancing on Ice, dove 10 celebrità, tra cui Sauli Koskinen, imparano a pattinare sul ghiaccio con un professionista. Chafak è stata abbinata con Sasha Palomäki e si classificarono terzi nella finale.
Nel luglio del 2014 Chafak ha debuttato come cantante rap nel video dei JVG del remix di Sara Chafak.